# 1980-as labdarúgó-Európa-bajnokság (selejtező – 1. csoport)
Az 1980-as labdarúgó-Európa-bajnokság selejtezőjének 1. csoportjának mérkőzéseit tartalmazó lapja. A csoportban Bulgária, Dánia, Anglia, Észak-Írország és Írország szerepelt. A csapatok körmérkőzéses, oda-visszavágós rendszerben játszottak egymással.
A csoportelső Anglia kijutott az 1980-as labdarúgó-Európa-bajnokságra.

## Tabella
| Hely. | Csapat         | M | Gy | D | V | G+ | G– | Gk  | P  | Továbbjutás                            |     | Anglia | Észak-Írország | Írország | Bulgária | Dánia |
| ----- | -------------- | - | -- | - | - | -- | -- | --- | -- | -------------------------------------- | --- | ------ | -------------- | -------- | -------- | ----- |
| 1.    | Anglia         | 8 | 7  | 1 | 0 | 22 | 5  | +17 | 15 | Kijutott az 1980-as Európa-bajnokságra |     | —      | 4–0            | 2–0      | 2–0      | 1–0   |
| 2.    | Észak-Írország | 8 | 4  | 1 | 3 | 8  | 14 | −6  | 9  |                                        |     | 1–5    | —              | 1–0      | 2–0      | 2–1   |
| 3.    | Írország       | 8 | 2  | 3 | 3 | 9  | 8  | +1  | 7  |                                        | 1–1 | 0–0    | —              | 3–0      | 2–0      |       |
| 4.    | Bulgária       | 8 | 2  | 1 | 5 | 6  | 14 | −8  | 5  |                                        | 0–3 | 0–2    | 1–0            | —        | 3–0      |       |
| 5.    | Dánia          | 8 | 1  | 2 | 5 | 13 | 17 | −4  | 4  |                                        | 3–4 | 4–0    | 3–3            | 2–2      | —        |       |

## Mérkőzések
Az időpontok helyi idő szerint értendők.
| 1978. május 24. |

| Dánia                                          | 3–3               | Írország                            |
| ---------------------------------------------- | ----------------- | ----------------------------------- |
| Jensen 33' B. Nielsen 79' (11-esből) Lerby 80' | (1–2) Jegyzőkönyv | Stapleton 11' Grealish 25' Daly 65' |

| Parken Stadion, Koppenhága Nézőszám: 38 900 Játékvezető: Johannes-Frederik Beck (holland) |

| 1978. szeptember 20. 15:00 |

| Írország | 0–0         | Észak-Írország |
| -------- | ----------- | -------------- |
|          | Jegyzőkönyv |                |

| Lansdowne Road, Dublin Nézőszám: 46 000 Játékvezető: Francis Rion (belga) |

| 1978. szeptember 20. 19:00 |

| Dánia                                           | 3–4               | Anglia                                |
| ----------------------------------------------- | ----------------- | ------------------------------------- |
| Simonsen 23' (11-esből) Arnesen 27' Røntved 85' | (2–2) Jegyzőkönyv | Keegan 17' 22' Latchford 51' Neal 84' |

| Parken Stadion, Koppenhága Nézőszám: 47 600 Játékvezető: Adolf Prokop (német) |

| 1978. október 11. 19:00 |

| Dánia                    | 2–2               | Bulgária            |
| ------------------------ | ----------------- | ------------------- |
| B. Nielsen 17' Lerby 64' | (1–1) Jegyzőkönyv | Panov 34' Iliev 84' |

| Parken Stadion, Koppenhága Nézőszám: 15 800 Játékvezető: Ángel Franco Martínez (spanyol) |

| 1978. október 25. 15:00 |

| Írország | 1–1               | Anglia       |
| -------- | ----------------- | ------------ |
| Daly 27' | (1–1) Jegyzőkönyv | Latchford 8' |

| Lansdowne Road, Dublin Nézőszám: 48 613 Játékvezető: Heinz Aldinger (német) |

| 1978. október 25. 15:00 |

| Észak-Írország          | 2–1               | Dánia      |
| ----------------------- | ----------------- | ---------- |
| Spence 63' Anderson 85' | (0–0) Jegyzőkönyv | Jensen 51' |

| Windsor Park, Belfast Nézőszám: 25 000 Játékvezető: Rolf Haugen (norvég) |

| 1978. november 29. 18:00 |

| Bulgária | 0–2               | Észak-Írország           |
| -------- | ----------------- | ------------------------ |
|          | (0–1) Jegyzőkönyv | Armstrong 17' Caskey 83' |

| Vasil Levski National Stadium, Szófia Nézőszám: 25 000 Játékvezető: Hilmi Ok (török) |

| 1979. február 7. 19:45 |

| Anglia                                  | 4–0               | Észak-Írország |
| --------------------------------------- | ----------------- | -------------- |
| Keegan 25' Latchford 46' 64' Watson 50' | (1–0) Jegyzőkönyv |                |

| Wembley Stadion, London Nézőszám: 91 244 Játékvezető: Ulf Eriksson (svéd) |

| 1979. május 2. 19:00 |

| Írország            | 2–0               | Dánia |
| ------------------- | ----------------- | ----- |
| Daly 44' Givens 66' | (1–0) Jegyzőkönyv |       |

| Lansdowne Road, Dublin Nézőszám: 26 000 Játékvezető: Michel Vautrot (francia) |

| 1979. május 2. 19:00 |

| Észak-Írország            | 2–0               | Bulgária |
| ------------------------- | ----------------- | -------- |
| Nicholl 16' Armstrong 30' | (2–0) Jegyzőkönyv |          |

| Windsor Park, Belfast Nézőszám: 18 700 Játékvezető: Anders Mattsson (finn) |

| 1979. május 10. 17:00 |

| Bulgária    | 1–0               | Írország |
| ----------- | ----------------- | -------- |
| Cvetkov 81' | (0–0) Jegyzőkönyv |          |

| Vasil Levski National Stadium, Szófia Nézőszám: 25 000 Játékvezető: Josef Bucek (osztrák) |

| 1979. június 6. 18:00 |

| Bulgária | 0–3               | Anglia                           |
| -------- | ----------------- | -------------------------------- |
|          | (0–1) Jegyzőkönyv | Keegan 33' Watson 53' Barnes 54' |

| Vasil Levski National Stadium, Szófia Nézőszám: 31 322 Játékvezető: Ernst Dörflinger-Buser (svájci) |

| 1979. június 6. 19:00 |

| Dánia                           | 4–0               | Észak-Írország |
| ------------------------------- | ----------------- | -------------- |
| Elkjær 13' 33' 83' Simonsen 64' | (2–0) Jegyzőkönyv |                |

| Parken Stadion, Koppenhága Nézőszám: 16 800 Játékvezető: Rudolf Frickel (német) |

| 1979. szeptember 12. 19:45 |

| Anglia     | 1–0               | Dánia |
| ---------- | ----------------- | ----- |
| Keegan 17' | (1–0) Jegyzőkönyv |       |

| Wembley Stadion, London Nézőszám: 85 000 Játékvezető: César Correia Diaz Da Luz (portugál) |

| 1979. október 17. 15:00 |

| Írország                              | 3–0               | Bulgária |
| ------------------------------------- | ----------------- | -------- |
| Martin 39' Grealish 46' Stapleton 83' | (1–0) Jegyzőkönyv |          |

| Lansdowne Road, Dublin Nézőszám: 22 000 Játékvezető: Heinz Einbeck (német) |

| 1979. október 17. 15:00 |

| Észak-Írország          | 1–5               | Anglia                                               |
| ----------------------- | ----------------- | ---------------------------------------------------- |
| Moreland 49' (11-esből) | (0–2) Jegyzőkönyv | Francis 18' 62' Woodcock 34' 71' Nicholl 74' (öngól) |

| Windsor Park, Belfast Nézőszám: 17 755 Játékvezető: Alexis Ponnet (belga) |

| 1979. október 31. 18:30 |

| Bulgária                       | 3–0               | Dánia |
| ------------------------------ | ----------------- | ----- |
| Zseljazkov 21' Cvetkov 51' 88' | (1–0) Jegyzőkönyv |       |

| Vasil Levski National Stadium, Szófia Nézőszám: 6500 Játékvezető: Sotos Afxentiou (ciprusi) |

| 1979. november 21. 14:30 |

| Észak-Írország | 1–0               | Írország |
| -------------- | ----------------- | -------- |
| Armstrong 54'  | (0–0) Jegyzőkönyv |          |

| Windsor Park, Belfast Nézőszám: 15 000 Játékvezető: André Daina (svájci) |

| 1979. november 22. 19:45 |

| Anglia               | 2–0               | Bulgária |
| -------------------- | ----------------- | -------- |
| Watson 9' Hoddle 70' | (1–0) Jegyzőkönyv |          |

| Wembley Stadion, London Nézőszám: 71 491 Játékvezető: Erik Fredriksson (svéd) |

| 1980. február 6. 19:45 |

| Anglia         | 2–0               | Írország |
| -------------- | ----------------- | -------- |
| Keegan 34' 74' | (1–0) Jegyzőkönyv |          |

| Wembley Stadion, London Nézőszám: 90 299 Játékvezető: Klaus Scheurell (német) |